# Државни посао (ТВ серија)
Државни посао српска је сатирична телевизијска серија која се од 2012. до 2018. приказивала на Радио-телевизији Војводине, а од 2019. се приказује на Суперстару. У серији глуме Димитрије Бањац, Никола Шкорић и Дејан Ћирјаковић. Они су такође аутори серије која је постала веома популарна у АП Војводини као и у целој Србији и шире. Једна је од најгледанијих серија Радио-телевизије Војводине и Суперстара.

## Епизоде
| Сезона | Сезона | Епизоде | Премијерно приказивање | Премијерно приказивање |     |                     |              |
| ------ | ------ | ------- | ---------------------- | ---------------------- | --- | ------------------- | ------------ |
| Сезона | Сезона | Епизоде |                        | 1                      | 197 | 24. септембар 2012. | 5. јул 2013. |
|        | 2      | 204     | 2. септембар 2013.     | 4. јул 2014.           |     |                     |              |
|        | 3      | 190     | 8. септембар 2014.     | 26. јун 2015.          |     |                     |              |
|        | 4      | 173     | 21. септембар 2015.    | 1. јул 2016.           |     |                     |              |
|        | 5      | 169     | 3. октобар 2016.       | 30. јун 2017.          |     |                     |              |
|        | 6      | 149     | 2. октобар 2017.       | 15. јун 2018.          |     |                     |              |
|        | 7      | 167     | 24. септембар 2018.    | 28. јун 2019.          |     |                     |              |
|        | 8      | 181     | 16. септембар 2019.    | 17. јул 2020.          |     |                     |              |
|        | 9      | 205     | 14. септембар 2020.    | 2. јул 2021.           |     |                     |              |
|        | 10     | 209     | 13. септембар 2021.    | 1. јул 2022.           |     |                     |              |
|        | 11     | 186     | 19. септембар 2022.    | 30. јун 2023.          |     |                     |              |
|        | 12     | 189     | 18. септембар 2023.    | 28. јун 2024.          |     |                     |              |
|        | 13     | 184     | 23. септембар 2024.    | 27. јун 2025.          |     |                     |              |

## Почеци
Пре почетка овог, тројица глумаца су заједно радили на два пројекта, прво на Ноћној смени, а затим на Великој Србији на телевизији Б92. Њима су постали препознатљиви у Србији, али ни изблиза као Државним послом. Због тога су оба претходна ТВ пројекта обустављена.
Касније су прешли на Радио-телевизију Војводине где су на наговор њиховог будућег редитеља отпочели серију. Циљ им је био да окарактеришу људе са простора Војводине, прикажу њихове врлине и мане. Због тога су ушли у улоге Лале, Босанца и једног представника младих у покрајини. Прва епизода серије је премијерно приказана 24. септембра 2012.

## О серији
Радња серије Државни посао одвија се у канцеларији архивског и жалбеног одељења једне непостојеће државне фирме. Ђорђе Чварков, Драган Торбица и Бошкић су колеге и раде у истој канцеларији.
Једна епизода представља радни дан и размишљања тројице запослених о дневним догађањима у предузећу, али и о животу и друштву уопште. Теме црпе из дневне и седмичне штампе, из различитих блогова, сајтова, разговарају о филмовима, ТВ серијама, емисијама - радијским и телевизијским. Идеја је да актери на духовит начин коментаришу актуелна збивања, да насмеју гледаоце и да их подстакну на размишљање.
Срж серије су сатирични разговори између тројице актера, коментари који подсећају на „Stand-up” форму. У питању су кратки, духовити коментари и опаске на тему свакодневице, околности, друштвено-политичке ситуације, спорта, света забаве, њихови лични ставови о различитим темама.
Квалитет серије временом је растао, што је посебно видљиво јер су неке од првих епизода контрадикторне новијима. Самим тим, јасно је колико је серији предвиђано кратко емитовање да би радња сазрела до читавих животних прича ликова, њихових породица, пријатеља, осталих колега, ... Тако на самом почетку, Торбица има сина Вељка (девет година) и Милуна (касније има Милана и Милоша, одраслу децу, као и ћерку мезимицу Милицу) и подржава СНС (касније се испоставља да је фан СПО-а и СРС-а), Чварков има возачку дозволу и вози Фиат Пунта, иако ће касније окосница радње у неколико епизода бити његово неимање возачке дозволе уз стално шлепање Бошкићевим колима. У првим епизодама име оца Јова се везује за Чваркова, да би касније било карактеристично за Торбицу. Чак се помиње у почецима да је Чварков пореклом „дођош” насељен у Мошорину, иако је рођен у Тителу, с друге стране мошоринског брега. На самом почетку Чварков Живана Ра(д)осављевића - чику Жику назива деда Жика, наводећи да је врло стар („можда и 100 година има”).
Кроз читаву серију провлачи се мистично питање „Случаја Гајдобра”. Иако се не зна шта се тачно десило у том бачком селу, познате су неке појединости као што су: Чварков и госпођа фон Шилович - фрау Шиловичка су завршили у затвору „Лепоглава” и да су бројни актери присуствовали: Чварков, Торбица, Баба, Жика и Шиловичка, кум Тодор, поп Јовица, директор Живко Марјановић, Стево Вишекруна и тата Бошкић као и Лазар Малиначки - Лаза Масни коме су Херцеговци сломили руку.

## Ликови

### Главни ликови
- Ђорђе Чварков (Димитрије Бањац) - главни архиватор, комуниста, аутономаш, Бачванин са Пејићевих салаша који поред државног посла продаје и пилиће цверглане. Рођен је у Тителу. По неким наводима даљим пореклом је из Херцеговине, али нерадо говори о томе. На фарми живи заједно са Бабом. Постављен је за главног архиватора у предузећу и шеф је у канцеларији. Од свих има најдужи радни стаж и имаo је четири године до пензије док није стигла пријава из Стразбура па је враћен на „привремену дужност” док се тај случај не реши, тај случај бива решен па онда склапа пакт са ђаволом да му се радни стаж продужи на још годину дана, али остаје много дуже запослен. Обично кука и жали за старим временима која су по њему била лепша и срећнија, углавном зато што је он са Живком Марјановићем мењао директорске фотеље и могао да поткрада фирму. Уједно је велики промотер аустроугарских цивилизацијских вредности - k. und k. културе, наравно, по његовом искривљеном схватању. Променом власти и падом аутономаша, ражалован је - мада он тврди због политике, остатак фирме и суд тврди да је то због крађе. Обожава да дели лекције другима јер је некада давно био финансијски директор. Препознатљив је и по својој специфичности - нетрпељивости према дошљацима, односно како их он назива „дођошима” што се види по његовом односу са Драганом Торбицом, мада његов „шовинизам” обухвата у ствари све друге, чак и Банаћане.[2] Тако тврди да Банат нема везе са остатком света, да они чак и возе погрешном страном, а и сам Шицер тамо није могао да издржи више од годину дана и морао је да премести штаб, пошто га је „ухватила ружа ветрова, па је хтео да се обеси”. Чварков уједно гаји презир према Бошкићу због његове младости и савремених погледа на свет. Најчешће псовке коју му упућује Торбица су „будалчино бачванска” када га мало изнервира и „ђубре (једно) бачванско” у ретким ситуацијама када Чварков буде ухваћен у сплеткарењу. Завршио је ОШ за даровиту децу др Лудвиг Баварски у Перлезу и средњу посластичарку школу где му је наставник био некадашњи краљев посластичар Јаковљевић. Магистрирао је права на Универзитету у Крагујевцу, под сумњивим околностима. Његова животна љубав су биле госпођа Бугарски и мама Бошкић - Мамичка. Био је у романси са спремачицом Јагодом Марком због материјалних интереса.
- Драган Јове Торбица (Никола Шкорић) - заменик главног архиватора, Босанац из Крајине који је учествовао у војним акцијама за време Рата у Југославији ’90-их. За време НАТО агресије био је у ПВО јединици која је бранила једно село звано Гардиновци. То село (како каже Чварков) више мрзи Драгана Торбицу, него што мрзи НАТО агресоре. (Он и његов „рођо” су противавионским топом погодили амбар тако да су кокице летеле километрима около). У истом рату Торбица је био надређени Чваркову и тих пар дана је користио да му наплати за све. После пар дана, Чварков је ипак успео да добије поштеду. Био је веома дуго возач, понајвише самом Чваркову док је он био директор. У канцеларији обавља дужност заменика главног архиватора. Типичан представник српске струје ’90-их. У исто време слави како је некада (у комунизму) било далеко боље, а са друге стране је подржавао Српски покрет обнове и Вука Драшковића. Искрени верник, слави славу „чак” од 1997. Живи у тастовом стану са својом женом Смиљком, два сина и најдражом ћерком Милицом. Познат је по свом јадиковању за неисплаћеним кредитима, али и по свом патриотизму. Заклети је непријатељ главном архиватору и њих двојица кроз епизоде праве један другом сплетке. Уз то, као сваки „прави патриота”, ради за државну безбедност којој пријављује своје колеге и људе око себе, а спреман је да свој „високи патриотизам” прода за могућност куповине голфа 3 по повољнијим условима. Чварков га подругљиво назива „динароид”. Потајно жели да се нешто деси Чваркову само како би аванзовао у главног архиватора и запослио свог сина у архивско и жалбено одељење.
- Бошкић (Дејан Ћирјаковић) - заменик заменика главног архиватора, пореклом је Србијанац (у смислу да је из Централне Србије, тачније из села Доња Краварица код Ариља), што Чварков често наглашава и иако је рођен у Новом Саду, Чварков му не признаје да је Војвођанин. Завршио је мастер студије на приватном факултету где је уписао докторске студије. У предузеће га је запослио старији брат преко везе. Још у раном детињству је показивао да је спорији и неталентованији од брата и оца, високог официра ОЗНА-е, касније УДБА-е. У серији он представља одраз младих у Србији и одраз њиховог размишљања. Често је окарактерисан и као „глас разума” у канцеларији. Као типичан представник младих, он увек има примедбу на све, али сам није способан да уради нешто, штавише увек говори шта други треба да раде, али он сам то никада није у стању. Стално говори „како никада нећемо да одемо у Европу” због овога или онога, а сам је продукт непотизма, корупције и партијског запошљавања. Много пута је био на мети својих колега јер до сада није имао девојку. Бошкић је „европеизован” грађанин млађег нараштаја, али опет „дођош” због чега је увек на удару Чваркова, којем се често прикључује Торбица како би га нападали због савремених схватања или његове младости. Због недостатка љубавног искуства честа је мета понижавања од стране колега. Уједно служи и као катализатор гнева Торбице и Чваркова. Овај потоњи му често на „Добро јутро!” одговара са „Мрш!”, док га и Торбица и Чварков вређају са „ђубре мало”, „балавац (безобразни)” и најчешће „дебилко (малени)”. Торбица и Чварков се увек слажу када закључе да „све младе треба ставити у воз који их је донео“ и „протерати их у Канаду”.

### Споредни ликови
Поред тројице главних ликова који се физички појављују у серији, велику популарност су стекли и ликови као што су Баба, госпођа фон Шилович - фрау Шиловичка, Живан Ра(д)осављевић - чика Жика, директор Добросављев, директор Живко Марјановић, Раде Корњача, Магда, Смиљка, Милица, ђед Ђуро и брат Бошкић. Они су често помињани од стране тројице главних ликова, али ниједан од њих се није појавио у серији.

#### Главни споредни ликови
- Баба - у почетку је било недоумица да ли је она Чварковљева жена, међутим сазнало се да му је, како име каже, стварно баба. Стара жена која, према Чваркову, држи до себе и држи домаћинство на Пејићевим салашима. Најбоља пријатељица јој је Шиловичка. Задужена је за кухињу и пилиће. Чварков је често зове телефоном да јој даје упутства. О бабином животу постоји много детаља, углавном искарикираних и немогућих. Тако је, према Чваркову, била најбољи камионџија, покераш, кунг фу инструктор, дружила се са Фиделом Кастром, ...
- Госпођа фон Шилович - фрау Шиловичка (по Торбици Шљивовичка) - кућна пријатељица породице Чварков, по пореклу је полу „Швабица” полу Чехиња, чист пример k. und k. културе, за њу се сазнало да је завршила мушку гимназију у Бечу 1812. и да се бавила неком врстом проституције јер је, како Чварков каже, „држала јавну кућу” или „бордел” и да се борила да се њен посао „легализује”, али како Чварков каже изузетно држећа, „у бициклистичким (панталонама) са 400-500 метара још увек може да превари”, има ону „фину патину на лицу да јој можеш стругати длетом”. Када је била млада, у једном дворцу у источном Банату, њу је угризао вампир гроф Секереши, али се није претворила у истог јер „није била девица” и имала је љубавне афере са скоро свим историјским личностима. Одмалена уз породицу Чварков и малог Ђорђа је пратила кад су год ишли у иностранство. Поседује чешку девизну пензију и стан у центру града који Чварков издаје и узима кирију за њега. Удавала се једанаест пута.
- Живан Ра(д)осављевић - „д” се пише, али се не чита - чика Жика - скраћено Жика (по Торбици Жико) - тежак алкохоличар и комшија породице Чварков. Србијанац из Мајданпека, „али фин човек”, како Чварков каже. Торбица увек воли да га похвали говорећи, „ма Жико је добар човјек!”. Његова мама Мила није имала млека да га доји па га је дала у циркус да га доји брадата жена, коју је он после звао мамом. Отац му се звао Милун. Младост је провео у циркусу где је чак годину и по дана глумио лава. Спољни момак и комшија Чваркових. Задужен за све незахвалне послове на Пејићевим Салашима, посебно за транспорт фамилије Чварков, коју превози на мотору са приколицом који му је оставио Шицер. Био је железничар, али како се испоставило „невино оптужен” да је украо прагове са железнице које су касније уградили у кокошињац. Чварков га је водио на митинг 9. марта 1991. у Београду где је Жика онако пијан узео полицијског коња и покушао да на јуриш заузме скупштину. Жику су нашли, а коња продали Белом Бори заједно са перјем које носише да му продају. За Жикин лик, поред алкохолизма, битно је поменути да је добио четири шамара од Стеве Вишекруне, и то у руднику, јер је певао против Тита. Наводно, Жика има сина, такође алкохоличара, 44-огодишњег фудбалера у Глогоњу, ког зову Костолом. За време битке на Сутјесци био је члан Титове гарде.
- Тата Бошкић (Дејан Ћирјаковић) - изгледа исто као Бошкић, само што је сед и има бркове. Мајор ОЗНА-е у пензији.[3] Учесник разних тендера и власник бројних некретнина у Србији и свету, као и рачуна на Кипру.
- Спремачица Јагода Марко (Тања Пјевац) - ради у предузећу, Чварковљев материјални интерес. Иако је лик Јагоде Марке уведен тек у четвртој сезони (730. епизода), она у предузећу ради преко 30 година, али је била суспендована преко четири године, све док суд није наложио да се врати на посао због недостатка доказа. Окарактерисана као „најгора спремачица у историји југословенских старих предузећа” и „подбуњивач радника на радничким саветима”, Јагода живи у Буковцу са својом мамом, ћерком и зетом Светоликом (у неколико епизода Чварков га назива „Часлав”) који тренутно копа биткоине у шупи чике Фрање. Позната по оштром језику, својевремено је Марјановићу рекла да је „задригао као прасац”. Након везе са Личином, романсу са Чварковим отпочела због материјалних интереса, пре него што је ступила у брак са Крајишником грофом Данилом - Даном Секерешијем и добила сина са њим. Сва три главна лика гаје поштовање према Јагоди, чак је се и боје. Велики је фан боросана, Бабиних крофни и јаја од пилића цверглана. У слободно време по фирми дилује шверцовану шминку упитног квалитета. Шаховски је мајстор. Удавала се пет пута.
- Вампир гроф Секереши, касније Крајишник Данило - Дане (Срђан Тимаров) - чувени вампир дракулског типа познат и као Секи. Лик који се често помињао у ранијим епизодама. У петој сезони је киднаповао Торбицу и хтео да га мења за Шиловичку. Међутим, након што је ујео Торбицу и посисао му крв, и сам је постао Крајишник, крстио се, добио име Данило и надимак Дане, Торбица му је кум. Сада је купио плац на Ветерничкој рампи поред Торбичиног, па му стално досађује. Ступио у брак са Јагодом и добио сина са њом.
- Поштар Душко „Дуле” Тегелтија (Владан Граховац - Гринго) - дебели човек који прича много небитне приче и јако досађује главним ликовима. Торбица му је земљак и називају један другог „земи”. Има брата од стрица Бранка - Брању који је чувар затвора где су били главни ликови и изгледа исто као он, а разлика између њих је чак четрнаест година.
- Матичар Биљан Ристић (Страхиња Бојовић) - жртва главних ликова, човек који чека да му реше предмет, унук Бабиног момка. Живи са мамом. Представља највећег непријатеља тројице архиватора јер их је тужио у Стразбуру, наговоривши још 300 људи да учине исто. Због овог (не)дела Чварков је принуђен да се врати из најбољег периода свог живота (пензије) у радни однос.

#### Други споредни ликови
- Стевица Чварков (Димитрије Бањац) - Ђорђев брат од стрица, изгледа исто као он, по занимању посластичар, продаје слаткише по вашарима. Ђорђе га мрзи јер му је Стевица дужан новац, а пун је као брод, и зато што Ђорђе мисли да Баба више воли Стевицу. Живи у Руми, ожењен Јадранком. Константно се помиње као претња Ђорђу по питању наследства, а индиректно се указује да је ипак он Баби омиљени унук.
- Магда (Весна Спасојевић (глас)) - секретарица директора Добросављева, касније Стевана Добромирова. Она је љубавни интерес Бошкића, који обиграва око ње, али нема петљу да јој приђе. Једна од особа које Чварков и Торбица најмање олајавају. Повремено се чује њен глас на телефону, и то у случајевима када Бошкић нешто забрља, тада она или плаче или се дере на њега. Из прича, могло би се закључити да Бошкић никада и није имао шансе код ње, али му је након његовог венчања рекла: „Све смо могли ми да је дужи био дан.”
- Директор Добросављев - „морални пигмеј” како га назива Чварков, а и Торбица га мрзи. Био је возач у возном парку код Торбице, али је након Свргавања Слободана Милошевића (5. октобра 2000) аванзовао за директора јер му је стриц постао министар. Бошкић му се увлачи отворено а друга двојица тајно. Родом је из Србобрана.
- Директор Стеван[4] Добромиров - сменом Добросављева бива постављен за директора. Њега Чварков воли исто назвати „морални пигмеј” као и његовог претходника. Близак породици Бошкић, поготово тати Бошкићу.
- Директор Живко Марјановић - аутономашки и ЦК кадар у време док је био на директорским функцијама са Чварковим. Животна филозофија му се може сместити у његову изреку „Видела жаба како добро поткивам па и она дигла обе ноге.” Чварков га обожава углавном зато што су њих двојица правили марифетлуке и крали по предузећу па после мењали места један са другим како би заварали трагове. Смењен је после Јогурт револуције (5. октобра 1988) што Чварков Торбици који је у њој учествовао никада неће опростити.
- Брат Бошкић - човек који је довео  Бошкића у предузеће. Пошто је био кадар демократских партија, смењен после избора 2012. Променио све могуће партије, чак и Бошкић признаје да је његов брат правио све могуће комбинације.
- Мама Бошкић - Мамичка - на почетку није превише помињана али је најчешће помиње Чварков и указује на то да је можда био са њом.
- Бобан и Деки - Бошкићеви најбољи другови. Чварков и Торбица Декија зову Декри.
- Вукосава - дебела Вукосава - Вука - колегиница из фирме, била је у тајној вези са Бошкићем. Иначе Чварков јој подземним тунелимаа у фирми доставља покварена јаја те их она сладострасно користи у разне сврхе.
- Aња (Анђелка Прпић) - Бошкићева бивша жена, ћерка угледног хирурга. Бошкић и она имају сина за ког се сумња да није Бошкићев.
- Милица Торбица - Драганова ћерка, или како он каже „дијете”, пошто постоје синови и „дјеца”. Завршила је основну школу и кренула у средњу.
- Милан Торбица - Драганов млађи син. Чварков га често назива „тај твој мали сатаниста”. Драган сања да га запосли у канцеларију јер верује да је природно да син наследи очево радно место. Бави се музиком - бубњар је хевитреш/готик/дет метал састава „Црна свадба”. Отац је сина Арагорна и живи са Драганом и породицом у гарсоњери.
- Милош Торбица - Драганов старији син. Завршио је „јаку” трогодишњу школу и са породицом отишао у Канаду где се бави вожњом камиона и отворио је фирму. Слао је мало новца својој породици да среди гарсоњеру и да се почне градити кућа на Драгановом плацу у Ветернику.
- Смиљка Торбица - Драганова супруга, живела је у Загребу, он је описује као „загребачку фрајлу”.
- Снајка - Торбичина снаја, жена његовог сина Милоша. Неуспешно учествовала у шоу-програму Звезде Гранда, сања да постане певачица у чему Драган види излаз из финансијских проблема. Пореклом из Бајине Баште.
- Таст - Смиљкин отац, Личанин, генерал пете војне области из Загреба у пензији и „говно од човека”, један од узрока Торбичине несреће.
- Међед Момо - медвед из завичаја, пријатељ породице Торбица, циркуска атракција.
- Ђед Ђуро - Торбичин деда, силом протеран из „завичаја”. Испрва је ратовао за равногорце а потом за партизане.
- Кум Тодор - Торбичин кум, алкохоличар као Жика. Пореклом из Приједора, познат по војничкој суровости.
- Раде Корњача (Стојче Столески (глас)) - највећа жртва тројице архиватора, од 1983. чека да му се реши предмет. У једној епизоди, након понижавања, поставља бомбу под Чварковљеву столицу. Касније им је украо украдено злато Лазара Малиначког - Лазе Масног, побегао на Хаваје и стрпао их у затвор.
- Госпођа Бугарски - Чварковљева љубав. Жена коју је Чварков упознао као странку. На дан венчања, Баба је открила појединости које су довеле до раскида тог пара.
- Шицер - нацистички полицајац, гестаповац из серије „Салаш у Малом Риту” којег Чварков представља као стварну личност са којим су чланови његове породице имали интеракцију. Служи као мање битан лик како би нагласио неку ситуацију у серији. Тако је на пример Баба у плетеницама носила поруке партизанима, да ни Шицер није могао да је ухвати, потом је у другом случају Шиловичка морала да Шицеру носи пиво и слично.
- Велинко Клаћ (Слободан Ћустић) и Арпад Сабо - двојица колега из фирме. Раде на другом спрату и својим животима чувају копир-апарат од насртаја Торбице и других колега. Клаћ је био одсутни члан испитне комисије када је Бошкић полагао архиваторски испит. Почетком треће сезоне Велинко постаје главни архиватор, али већ у другој епизоди умире од срчаног удара те његово место у фирми заузима син Јадранко.
- Драгица (Бојана Тушуп) - још једна спремачица у предузећу. Врло је лукава и лако може додатно посвађати архиваторе уколико јој је то у интересу. Она и Јагода се међусобно не трпе иако имају много тога заједничког. Тврди да има две маме, Драгињу и Зорицу.
- Милош - портир у предузећу, пореклом из Босне, у фирми је познат као љубитељ алкохола.
- Стево Вишекруна - сива еминенција. Кадар, вероватно, некадашњег полицијског система са приметним утицајем и везама у садашњој полицијској структури и у друштву, генерално. Последице које настају након његових шамара деле се у неколико категорија. Један шамар је едукативног карактера. После два жртва види белу светлост у даљини. После три се губи сећање, а четири је добио Жика и од тад јаше го крмачу, спава код Шиловичке на тавану, једе сирову рибу и стално тражи неки прстен. Лозинка: Да, друже!
- Раденко Салапура - Тетак (Драгослав „Гане” Пецикоза) - Торбичин рођак. Гастарбајтер у Немачкој. Торбици шаље пакете, који углавном садрже половну и лошу робу. На фестивалу гаре (крајишког бећарца/цајке) у Немачкој преотео је Торбичину гару Гарсоњеру и победио. Бошкићу је преотео његову много старију девојку, Сабине.
- Мама Мила - Жикина мама која живи у Мајданпеку. Поседује вештину призивања духова и бави се влашком магијом.
- Будимир Ра(д)осављевић - Буда Златни - Жикин рођак из Буђановаца. Он је мали привредник, један од најјачих привредника све до Шуљма. Зову га Златним јер претапа златне зубе. Дуго је био главни спонзор фудбалског клуба „Шуљам Младост Шуљам” из Шуљма. Врло крупан човек, док је радио у Дунав-Тиси био је багериста, али се угојио и после није могао да уђе у кабину багера. Чварков га сматра преварантом који искоришћава Жику (што и он сам ради).
- Зозон - алкохоличар и Живанов најбољи пријатељ. Стална локација му је зидић испред продавнице на Пејићевим салашима где испија унучиће вотке са Живаном, Синишом и Ћопицом с којима је Чварков инсценирао своју отмицу. Тврди да је био у француској Легији странаца и да је, током ратних дејствовања у Африци, изгубио руку. Чварков ипак сматра да је алкохоличар све то измислио.
- Лазар Малиначки - Лаза Масни (Звонко Богдан (глас)) - главни архиватор пре Чваркова рођен 12. јула 1911. у Пачиру, терорисао Чваркова, као што он сада терорише колеге. Отац Теје Малиначки, Чварковљеве давнашње љубави.
- Шањика Фелдечи - Чварковљев кућни пријатељ, Мађар, по занимању електричар, ожењен Маргитом.[5]
- Бела Михаљи - Чварковљев заклети непријатељ, власник конкурентске фарме пилића; атентатор, покушао да убије Бабу која је његовом деди однела земљу на партији покера (Баба је оптужена да је извукла краља из подвезице). Он је председник пилићарске уније и оснивач партије СНС (Следбеници немачких сорти).
- Христо Бонев - Чварковљев пословни сарадник, највећи „пиликар” Бугарске.
- Гоце во Гостивар - Чварковљев пословни сарадник на македонском тржишту.
- Горан Личина - колега из суседне канцеларије, рођени заводник иако средовечан.
- Нинослав Лончар - колега из суседне канцеларије.
- Мајка - бабина сестра, живи у Турији, тешког карактера. Зависник од ТВ серија. Након смрти Чваркову је завештала 25 ланаца земље ако се ожени. Учесник у превари и лажираној смрти која је кулминирала крајем сезоне.
- Поп Јовица - Чварковљев пријатељ и савезник, зна за тајни пролаз до Тврђаве.
- Милан „Мики” Ступар (Владимир Ковачевић) - глумац ког је Биљан Ристић унајмио да глуми Оливера Сакача („Чварковљевог сина у Печују”) како би се докопао свог предмета.
- Радмила Кангрга - Чварковљева бивша девојка, родом из Приједора, којом је хтео да се ожени и да Торбици да пола земље што му је Мајка преписала. Напустила је Чваркова под неразјашњеним околностима, иако ју је редовно водио на ченејски аеродром да гледају полетање пољопривредних авиона.
- Мирко Цемеш - Торбичин пословођа из Босналијека. Припадник ЛГБТ+ популације, што Драган никада није схватио. Свака прича у којој се помиње носи јаке сексуалне алузије.
- Живица Киждобрански - Кижда (Мирослав Фабри) - некада најбољи пријатељ и идол Чваркова, али  је био потписник листе незадовољних странака које су архиваторе тужиле у Стразбуру. Чварков је овај чин сматрао велеиздајом, али ипак одлучује да му реши предмет након 30 година чекања. Доживео је трећи срчани удар управо у архиваторској канцеларији.
- Видосава - Вида - продавачица у пиљари код Дане „Од шљиве до банане”. Предмет сексуалног дивљења Чваркова. О њеном физичком изгледу не зна се ништа, сем да има тетоважу грања на доњем делу леђа. Била је у вези са багеристом и армирачем Босанцем, који је конкуренција Чваркову.
- Заставник Смајо (Љубиша Савановић) - надређени Торбици у школи резервних официра у Билећи.

## Систем скеча
Систем хумора и одигравања радње је врло једноставан и ефикасан и у свету је познат као „Комедијашка тројка”. Тај систем означава комичне ситуације у стилу да постоје три лика у скечу, са тим да су два увек против једног.
На овом примеру те комбинације су:
- 1. Старији против младих - Ђорђе Чварков и Драган Торбица против Бошкића
- 2. „Дођоши” против староседелаца - Торбица и Бошкић против Чваркова
- 3. Европејци против русофила - Чварков и Бошкић против Торбице

## Јутјуб канал
Државни посао има Јутјуб канал који је 18. јануара 2021. имао 312 хиљада претплатника и 543 милиона прегледа.

## Популарност
На почетку пројекта циљ ауторима је био да епизоде серије праве до краја 2012. када би престало приказивање серије. Серија је кренула да се приказује у септембру, како су месеци одмицали, постајала је све популарнија. И сама екипа је била изненађена огромним успехом серије која је почела да се приказује у ударном термину од око 19 часова. Због тога су изјавили да се надају да ће на захтев публике серија трајати више сезона.
Данас популарност серије може сведочити и велика потражња за гледањем серије на интернету. На Јутјубу, иако је постављено преко 2000 епизода, скоро свака има више стотина хиљада прегледа. Такође, серија има популарност и на Фејсбуку. Бројни коментари упућени глумцима сведоче о квалитету глуме у серији, иако ниједан од актера није школовани глумац. Као пример често се узима епизода Кум 1, односно Кум 2, у којој Бањац игра улогу дона Вита Корлеонеа (Марлон Брандо) из филма Кум. Слични примери могу се наћи и у бројним епизодама када су друга двојица у питању.
Због бројних захтева публике омогућено је и уживо гледање снимања епизода серије Државни посао. Влада велико интересовање за гледање серије уживо.
Глумци серије, Димитрије Бањац, Никола Шкорић и Дејан Ћирјаковић били су гости у емисији Вече са Иваном Ивановићем 19. априла 2013. те је популарност серије још више порасла. Од 2014. до 2017. радили су скеч-серије Срби у свемиру и Маринко Магла за поменуту емисију где су често гостовали у комичарском делу.
Ова серија је и добитник великог броја награда.

## Утицај
Популарност серије довела је до тога да бројне реплике уђу у свакодневни говор. Фраза Драгана Торбице, „Шта ти, дечко, радиш? Јебо те Сунце.”, ужива култни статус. Исто се може рећи и за опис Ђорђа Чваркова Живана Ра(д)осављевића - чике Жике: „Не знам да л' сам вам некад рек'о, он је мени драг, ал' је алкохоличар, тежак алкохоличар.”, замену за кул, „кох” или реченице упућене Бошкићу: „Марш, напоље изађи!” и „Како си само тако мали и низак!”. Култни статус имају и Чварковљеве песмице, животне приче као и фразе којима често почиње („Главни архиватор Чварков Ђорђе је при вези”) и завршава телефонске разговоре („Поздравите Вашу маму”). Торбичини изговори за кашњење који започињу цитатом, на пример, „Не би да си 'тица небеска...” или „Не би да си муња Светог Илије...” су пропраћени најневероватнијим причама о „догађајима који се дешавају искључиво радним данима у преподневним часовима” зато се само користе у говору када неко касни.
У свакодневни говор су ушле речи као што су „шлаг” (шлог), „Билбија” (Библија), „компјутор” (компјутер), „лапситопси”, „лапситоп” (лаптоп), „Јутути”, „Јутут” (Јутјуб), „Флајберскис”, „Флезбукси” (Фејсбук), „интрамек”, „интранет” (интернет), „рке-коке” (караоке), „Мегаденс”, „Мегадред” (Мегатренд) и „Виндовисау” (Виндоус).
Стрип Државни посао – Златна рибица према сценарију Милидара Швоње и цртача Зорана Алаџића је изашао 18. децембра 2021.

## Улоге
Поред главних глумаца у серији су се појавили и други познати глумци, као и друге јавне личности.

### Главне улоге
| Глумац           | Улога          |
| ---------------- | -------------- |
| Димитрије Бањац  | Ђорђе Чварков  |
| Никола Шкорић    | Драган Торбица |
| Дејан Ћирјаковић | Бошкић         |

### Гостујуће улоге

#### Главне гостујуће улоге
| Глумац/глумица           | Улога                                                 |
| ------------------------ | ----------------------------------------------------- |
| Дејан Ћирјаковић         | Тата Бошкић                                           |
| Тања Пјевац              | Спремачица Јагода Марко                               |
| Срђан Тимаров            | Вампир гроф Секереши, касније Крајишник Данило - Дане |
| Владан Граховац - Гринго | Поштар Душко „Дуле” Тегелтија                         |
| Страхиња Бојовић         | Матичар Биљан Ристић                                  |

#### Споредне гостујуће улоге
| Глумац/глумица                     | Улога                                                            |
| ---------------------------------- | ---------------------------------------------------------------- |
| Димитрије Бањац                    | Стевица Чварков                                                  |
| Владан Граховац - Гринго           | Затворски чувар Бранко „Брања” Тегелтија                         |
| Весна Спасојевић                   | Магда (глас)                                                     |
| Анђелка Прпић                      | Ања                                                              |
| Марко Гверо                        | Инспектор Лука Узелац                                            |
| Душан Стојановић                   | Митар Митра Митра Митар                                          |
| Мирка Васиљевић                    | Бранка Колега                                                    |
| Драгослав „Гане” Пецикоза          | Раденко Салапура - Тетак                                         |
| Стојче Столески                    | Раде Корњача (глас)                                              |
| Слободан Ћустић                    | Велинко Клаћ                                                     |
| Звонко Богдан                      | Лазар Малиначки - Лаза Масни (глас)                              |
| Владан Аксентијевић - Ајс Нигрутин | Чомб е                                                           |
| Младен Урдаревић                   | Христо Бонев/конобар                                             |
| Драгољуб „Мићко” Љубичић           | Психијатар                                                       |
| Љубомир Бандовић                   | Сȁва                                                             |
| Зоран Цвијановић                   | Крцко                                                            |
| Слађана Зрнић                      | Сȁвина жена Радмила                                              |
| Никола Ђуричко                     | Роби                                                             |
| Бранко Цветићанин - БиСи           | Јоргос                                                           |
| Предраг Даниловић                  | Кумић Саша                                                       |
| Ненад Пагонис                      | Тренер Нешо                                                      |
| Дарко Миличић                      | Бркић млађи                                                      |
| Драган Милинковић                  | Здравко                                                          |
| Радоје Чупић                       | Приповедач                                                       |
| Ивана Вукчевић                     | Рада Маљуткаш                                                    |
| Миња Субота                        | Водитељ програма                                                 |
| Игор Павловић                      | Драгослав - Ел баба                                              |
| Атанасиос Минас                    | Грк                                                              |
| Анастасија Каподистрија            | Олимпиа Торбицис                                                 |
| Звонко Богдан                      | Звонко Богдан                                                    |
| Марина Воденичар                   | Марјановићева унука                                              |
| Миљан Давидовић                    | Власник коња                                                     |
| Зоран Кесић                        | Водитељ емисије „Истраживач”                                     |
| Милан Вејновић                     | Конобар Атанасије                                                |
| Миљан Давидовић                    | Коцкар                                                           |
| Ђорђије Андрић                     | Мијат                                                            |
| Даница Гвозденовић                 | Данка                                                            |
| Милан „Лане” Гутовић               | Адвокат Атанасије Хаџитонић                                      |
| Владимир Ковачевић                 | Милан „Мики” Ступар („Оливер Сакач” („Чварковљев син у Печују”)) |
| Мирослав Фабри                     | Живица Киждобрански - Кижда                                      |
| Јелисавета „Сека” Саблић           | Јагодина мама                                                    |
| Јелена Јанковић                    | Јелена Јанковић                                                  |
| Ана Ивановић                       | Ана Ивановић                                                     |
| Никола Јокић                       | Никола Јокић                                                     |
| Џон Чалис                          | Бојси                                                            |
| Мирјана Карановић                  | Бранка Куротресина („Милијана Ђак”)                              |
| Бојана Тушуп                       | Драгица                                                          |
| Дејан Томашевић                    | Дејан Томашевић                                                  |
| Ивана Шпановић                     | Ивана Шпановић                                                   |
| Душан Домовић Булут                | Душан Домовић Булут                                              |
| Марко Савић                        | Марко Савић                                                      |
| Марко Ждеро                        | Марко Ждеро                                                      |
| Дејан Мајсторовић                  | Дејан Мајсторовић                                                |
| Бобан Марјановић                   | Велики мајстор архивалије                                        |
| Милош Милаковић                    | Владе Штрбац/Прелепи Мишке                                       |
| Сташа Радуловић                    | Јулкица Kуцурски                                                 |
| Љубиша Савановић                   | Заставник Смајо                                                  |
| Јелена Антонијевић                 | Ружа Буљ                                                         |

## Новогодишњи специјали
Емитовано је једанаест специјала. Сви, сем првог, поред главних ликова садрже специјалне госте док се код другог, трећег и четвртог одвија тријумфално бекство на крају.

### Дочек Нове године 2013.
У канцеларији, Ђорђе Чварков  и Бошкић причају о плановима за Нову годину дан пред исту, али им директор Добросављев јавља да морају да раде прековремено што их ремети. Чварков зове Драгана Торбицу, који је узео слободан дан, и он долази као Деда Мраз. Напијају се од много Торбичине ракије, једу његове поклоне и вређају се. „Мртав” пијан, Бошкић им признаје да је јуче срео Добросављева и рекао му да ће њих тројица средити целу архиву како би добио унапређење, али није знао да ће морати дан пред Нову годину. Торбица вади пиштољ и Бошкић бежи.

### Синдикални дочек Нове године 2014.
Главни ликови одлазе на дочек Нове године, али у локал где не прославља њихово, већ друго јавно предузеће. Спас за плаћање рачуна налазе у новогодишњој томболи, али како нису чланови предузећа тај новац и плазма телевизор им бивају одузети. Не плаћају рачун за јело, краду телевизор и беже са водитељем програма.
Специјални гости су Миња Субота као водитељ, бенд Фрајле као лично оне, Младен Урдаревић као конобар и други.

### Дочек Нове године 2015.
Вођени идејом Раденка Салапуре - Тетка, главни ликови одлазе пут Бањалуке и отказују своје регуларне планове. Тетак прави новогодишње славље и потребна му је радна снага. Као конобар са искуством рада у „Тиском цвету”, Чварков не жели да пропусти прилику да заради неку девизу са стране. Бошкић је на великим љубавним искушењима јер на једног момка долази девет девојака. Сȁва сазнаје да га је жена Радмила преварила са Бошкићем. Одлази по пушку, јури га, пуца у празно и главни ликови беже.
Специјални гости су Љубомир Бандовић као Сȁва, Зоран Цвијановић као Крцко, Слађана Зрнић као Радмила, музички крајишки састав Јандрино Јато као лично они и други.

### Дочек код Марјановића Нове године 2016.
Главни ликови уз Живана Ра(д)осављевића - чику Жику прерушеног у горилу одлазе на маскенбал код директора Живка Марјановића у једну од његових викендица путујући Жикином „Дијаном”. Чварков је прерушен у Роберта Ретфорда, Торбица је у Жељка Бебека из најбољих дана и Бошкић у Џејмса Бонда. На путу срећу инспектора Луку Узелца, а на маскенбалу не затичу Марјановића јер је у лову у Манђелосу, већ његову унуку са својим друштвом. Ипак, архиватори се могу уклопити у свако друштво. На површину испливава Чварковљев тајни мотив - освајање вредног коња путем коцке.
Специјални гости су Звонко Богдан као лично он, бенд "Beatles tribute" као лично они, Марина Воденичар као Марјановићева унука, Милан Вејновић као конобар Атанасије, Миљан Давидовић као коцкар, Марко Гверо као инспектор Лука Узелац и други.

### Дочек Нове године 1978.
За разлику од осталих специјала, овај је у црно-белом формату и представља време када је Чварков био финансијски директор, Торбица тек примљен возач који поводом дочека постаје Деда Мраз и друг Бошкић, синдикалац. Чварков је одустао од пута са Марјановићем у лов на носорога, а преко синдиката пласира новогодишње пакетиће који укључују пилеће месо фирме „Бачка Пек”, угледне фирме отворене за намештен тендер. Организовали су лутрију са мешалицом уместо бубња, „Мјешалинком-77”. За музику је задужен Торбица на хармоници и гитари, а друг Бошкић мора да одржи веома значајан говор пред запосленима. Хвали њихово јавно предузеће и прича како неће ту стати. Пипа мешалицу и пада у несвест јер она нема уземљење. Чварков најављује да ће он да држи говор.
Гостујућа улога је друг Бошкић (Дејан Ћирјаковић), а специјална гошћа је Тања Пјевац као спремачица Јагода Марко.

### Дочек Нове године 2018.
Чварков прославља одлазак у пензију. Торбица, Бошкић и Јагода се боре за његову благонаклоност како би одлучио ко ће од њих бити његов наследник. Чварков открива да не одлучује он новог главног архиватора, већ фирма. Многe познате личности му честитају одлазак у пензију.
Специјални гости су Анђелка Прпић као Ања, Тања Пјевац као Јагода, Срђан Тимаров као Крајишник гроф Секереши, Владан Граховац - Гринго као поштар Душко „Дуле” Тегелтија, Никола Ђуричко као Роби, Зоран Цвијановић као Крцко, Марко Гверо као Узелац и други.

### Дочек Нове године 2019.
Данило - Дане Секереши, тренутно настањен на Ветерничкој рампи, планира да организује дочек Нове године за своје пријатеље архиваторе предвођене његовим кумом Торбицом. Бошкић покушава да избегне дочек са женом и дететом, али не и обавезу према фирми. Мора да дели пакетиће деци као Деда Мраза док је Јагода ирвас Рудолф. Проблем Чваркова је далеко већи јер колега Личина озбиљно ради на преотимању његовог интереса, Јагоде. Долази Чварков са Биљаном Ристићем коме Торбица оштро прети. Торбица се „љути” на Чваркова због тога. Чварков даје „решен” предмет Ристићу због договора око повлачења тужбе у Стразбуру због нерешених предмета и укидања тужби још 300 људи које је наговорио, прави су потајно ставили код Торбице у фиоку, затим Ристић одлази. Чварков и Торбица говоре Бошкићу да су заменили предмете. Чварков налази допис на коме пише да их гасе од следеће године. Торбица и Бошкић пакују ствари из архиве, а Чварков је у болници због стреса. Касније улази мистериозан човек.
Специјални гости су Владимир Ковачевић као мистериозан човек, Страхиња Бојовић као матичар Биљан Ристић, Тања Пјевац као Јагода, Срђан Тимаров као Секереши и Владан Граховац - Гринго као Дуле.

### Дочек Нове године 2020.
Чварков није позван на дневну журку колеге Арпада Саба те револтиран приморава колеге да раде преко празника. Током рада, Чварков заспи и посећују га три духа: Дух прошлости (који запоседа Дулета), Дух садашњости (Јагоду) и Дух будућности (Секерешија). Просветљен злом судбином, Чварков решава да промени нешто у свом понашању...
Специјални гости су Мирослав Фабри као Кижда, Борис Лончар као кондуктер, Тања Пјевац као Јагода, Срђан Тимаров као Секереши и Владан Граховац - Гринго као Дуле.

### Дочек Нове године 2021.
Главни ликови уз Јагоду и Секерешија крећу свако својим путем на дочек, али поновно окупљање „Јужног ветра” је суђено. Бескућник Чварков, тренутно настањен код Бошкића и повређен Јагодином везом са Секерешијем, организује контра-журку у Бошкићевом стану. Пије се Жикин вермут, а свира само најбоља музика, Витезови Салајке. Аутобус изненађења у Буковцу у ком су били Јагода и Секереши доживљава дебакл и они долазе на журку. Долази и тата Бошкић са Стевом Вишекруном, наређује Чваркову да оде на Пејићеве Салаше, заводи Јагоду и наређује Вишекруни да пребије Чваркова и Торбицу, али одлази због посла. Касније, кад су остали отишли, Магда зове пијаног Бошкића који је заспао, Секереши се јавља и зове је да дође.
Гостујућа улога је тата Бошкић (Дејан Ћирјаковић), а специјални гости су Тања Пјевац као Јагода и Срђан Тимаров као Секереши.

### Дочек Нове године 2022.
У канцеларији Чварков „лампира” јаја, а Торбица прави цигарете. Бошкић укључује телевизор на којем се емитује вест у којој се прича о тројици вредних архиватора. Од беса, Чварков баца телевизор кроз прозор и објашњава да ако архивистика крене да се „срозава” преко телевизије, мораће да раде. Чварков и Торбица се лепо облаче и Чварков објашњава Торбици како има „одговоран” посао. Утрчава Бошкић као Деда Мраз, говори како је такав отишао код странака оне тројице и да су њихове странке презадовољне. Тога није било још од Косте Мученика када су странке почеле да долазе празних руку. Што је био такав је узело толико маха да су архиватори „морали” да га приморају да да отказ. Чварков мисли да то раде да би привукли странке да би их „шишали”. Праве договор са неутралцем Васојевићем и он иx одвози код оне тројице на прославу. Главни ликови мисле да ова тројица имају неку везу, али их уверавају да немају. Чварков им прича како је пропао Мученик да би престали толико да раде, али узалуд. Торбица им прети док је пиштољ на столу и они од страха постају као њих тројица.
Специјални гости су Милена Маџгаљ као новинарка, Григорије Јакишић као Лав, Вукашин Ранђеловић као Вања и Петар Кокиновић као Мики.

### Дочек Нове године 2023.
Док се Бошкић спрема за новогодишњи провод у двоје са мистериозном пратиљом, неочекивани повратак Секерешија, у живот архиватора доноси сусрет са потпуно новом припадницом вампирског типа. Ержебет Секереши, инструкторка колгерлства и фантастичан играч ремија, није одушевљена снајком Јагодом и њеним модерним начинима родитељства. Улогу породичног саветника у смиривању страсти преузеће кум Торбица чији компромиси одржавају породичне односе Торбичиних годинама уназад. Ипак, потпуно другачије ставове има суживотом намучени Чварков што ће сигурно помоћи грофу да донесе праву одлуку...
Специјални гости су Тања Пјевац као Јагода, Срђан Тимаров као гроф Секереши, Горан Вујичин као хармоникаш Мунћан и Рушка Јакић као Ержебет Секереши.